# Segugio Italiano (Drahthaar)
Der Segugio Italiano a pelo forte (it. für Drahthaariger Italienischer Laufhund) ist eine von der FCI anerkannte italienische Hunderasse (Gruppe 6, Sektion 1.2, Standard-Nr. 198). Er ist eng verwandt mit dem Segugio Italiano a pelo raso.

## Herkunft und Geschichtliches
Es ist nicht eindeutig geklärt, wo diese Rasse ihren Ursprung hat. Im Wesentlichen gibt es zwei Theorien. Einerseits führt man ihn auf altägyptische Bracken zurück, andererseits auf keltische Vorfahren. Die häufigst genannte Theorie ist die ägyptische Abstammung. Im alten Ägypten wurden sie zur Hasenjagd genutzt und galten als Statussymbol für Könige und Pharaonen. Ein ähnlicher Hundetyp ist oft auf alten ägyptischen Abbildungen zu sehen.
Man darf annehmen, dass diese Hunde von den Phöniziern nach Italien gebracht wurden und die Basis für die Entstehung des heutigen Segugio Italiano bildeten. Die anatomischen Merkmale sind über die Jahrhunderte nahezu unverändert geblieben. Im Museum von Neapel stehen neben der Statue der jagenden Diana Hunde vom Erscheinungsbild des Segugio Italiano.
Unter der Bezeichnung Segugio Italiano gibt es zwei italienischen Hunderassen vom Typ des Spürhundes, dem drahthaarigen Segugio Italiano a Pelo Forte oder dem kurzhaarigen Segugio Italiano a Pelo Raso. Abgesehen vom Haartyp sind sie sich sehr ähnlich. Sie werden manchmal wie eine einzige Rasse behandelt. 1947 wurde ein neuer Zuchtverband mit dem Namen Società Italiana Pro Segugio gegründet. 1956 hat die FCI den Rauhaarige Typ unter der Nummer 198 vollständig anerkannt.
Der Segugio Italiano wird traditionell als Meutehund geführt, sobald er eine Fährte aufgenommen hat, folgt er ihr zielstrebig, ähnlich wie der Bluthund.

## Der Segugio Italiano in der Kunst

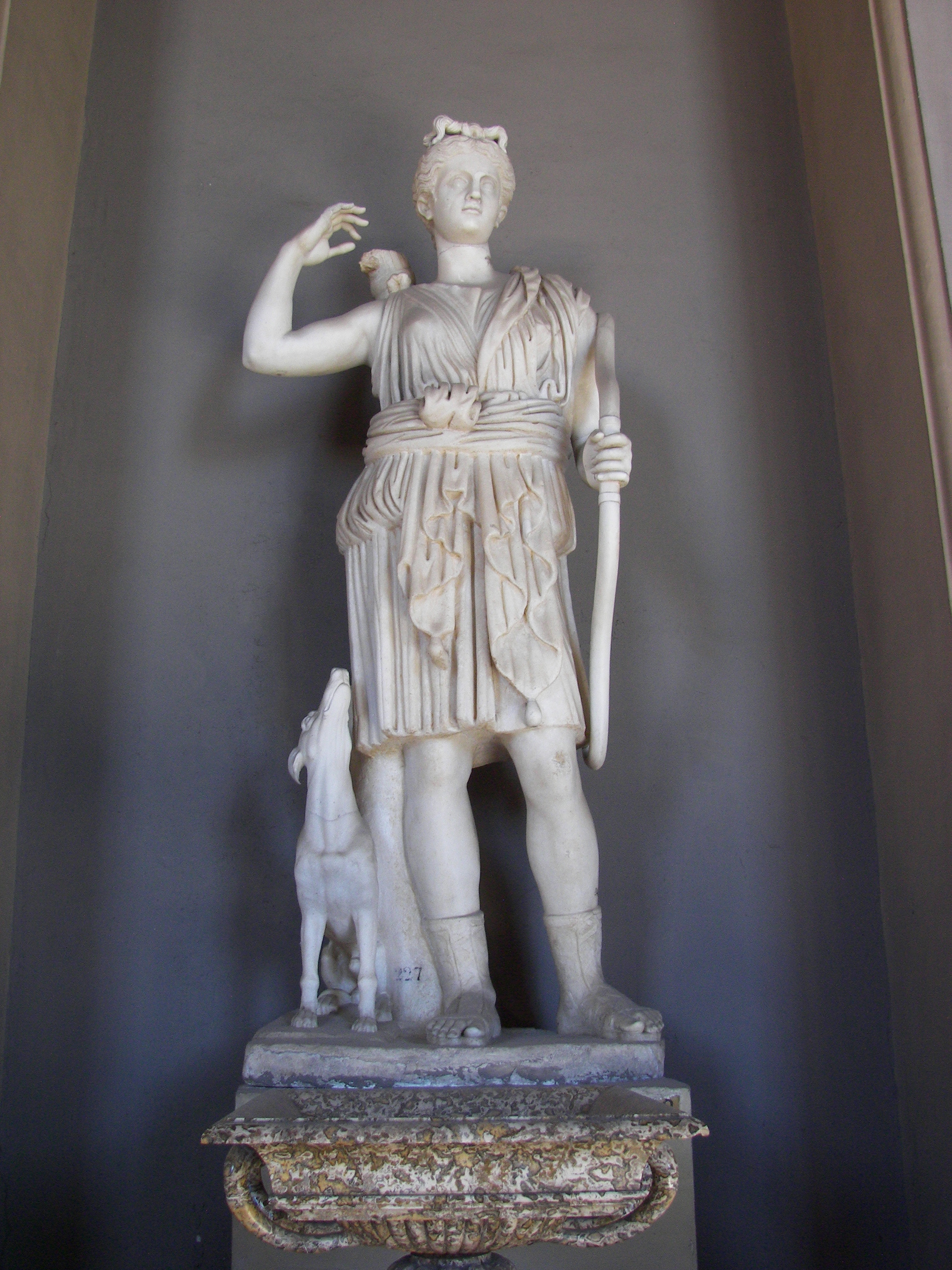
Statue der Diana im Vatikanischen Museum

Hundestatuen, die in Typ des heutigen Segugio entsprechen, finden sich neben der Jagenden Diana im Museum von Neapel und neben der Bogenschießenden Diana im Museum des Vatikans als Teil der jeweiligen Plastik. Im Schloss von Borso d’Este existiert ein Gemälde, das den Idealtyp des heutigen Segugio darstellt.

## Verwendung
Jagdhund, Meutehund, Begleithund